# Cranham (Gloucestershire)
Cranham is een civil parish in het bestuurlijke gebied Stroud, in het Engelse graafschap Gloucestershire.